# Гидроабразивный станок
Гидроабразивный станок — (сокращенное ГАР) это оборудование для высококачественного раскроя листовых материалов: различных металлов, инструментальной стали, пластика, стекла, натурального и искусственного камня, керамогранита, керамической плитки, композитов. Резка осуществляется водоабразивной смесью, подаваемой с высокой скоростью под высоким давлением. Основу оборудования составляет рабочий стол и балка, на которой закреплены режущие головы. Материал разрезается с точностью до 0,001 мм, что позволяет создавать сложные детали и замысловатые декоративные элементы.

## Принцип работы
Водопроводная вода очищается специальной системой от посторонних примесей. Затем она подается в насос, где происходит ее сжатие под давлением 4000 бар, и поступает в сопло режущей головы. Сама режущая голова закреплена на балке, которая перемещается назад и вперед над рабочим столом.
При открытом клапане водяная струя с силой вырывается из сопла, диаметр которого составляет 0,15-0,40 мм. При этом ее скорость достигает 900 м/с.
Смесительная камера, куда доставляется абразивный материал, располагается чуть ниже сопла. Вода затягивает в себя абразив и за 7-10 см пути разгоняет его частицы до 250 м/с.
Смесь на высокой скорости сталкивается с листом, расположенным на рабочей поверхности, и разрезает его. Образовавшаяся смесь из воды, абразива и мельчайших частиц обрабатываемого материала осаждается на дно ванны под рабочим столом. Ванну перед началом работы необходимо заполнить водой для эффективного гашения струи.
При установке системы удаления шлама ванна очищается автоматически, оборудование работает бесперебойно. Без системы очистка выполняется вручную, при этом станок придется отключить на 1-2 дня.
Все механизмы установки управляются блоком ЧПУ, который контролирует насос, открывает и закрывает клапаны подачи воды и абразива, отвечает за перемещение балки и режущих голов.
Процесс гидроабразивной резки на 100 % является пожаро- и взрывобезопасным.

## Области применения
- Авиастроение и космос — обработка высокопрочных сплавов, а также титана и углепластика.
- Все области строительства. Гидроабразивные станки используются для резки бетонных плит, брусчатки, напольной керамической и керамогранитной плитки; для создания мозаики, оригинальных панно, инкрустаций из натурального мрамора и гранита.
- Камнеобработка — простая и фигурная резка натурального и искусственного камня.
- Стекольное производство — раскрой армированного, композитного и оргстекла.
- Деревообработка — конструкционная и художественная резка твердых пород древесины (например, дуба), шпонированных панелей и ламината.
- Обработка пластмасс — создание сложных по форме элементов.
- Инструментальное производство — выпуск высокоточных деталей для станков и оборудования.
- Легкая и пищевая промышленность — резка мягких материалов и замороженных брикетов осуществляется только водой, без использования абразива.

## Виды гидроабразивных станков
Существует два типа станков для гидроабразивной резки:
1. Портальный. Балка с режущими головами закреплена с двух сторон. Площадь рабочего стола достигает 24 кв.м. (4,0*6,0 м).
2. Консольный. Балка закреплена только с одной стороны. Из-за ограничения по ее длине площадь рабочего стола не превышает 8 кв.м. (2,0*4,0 м)

## Комплектация
Базовые комплектующие гидроабразивного станка:
1.1. Рабочий стол со стальной рамой, порталом и ванной

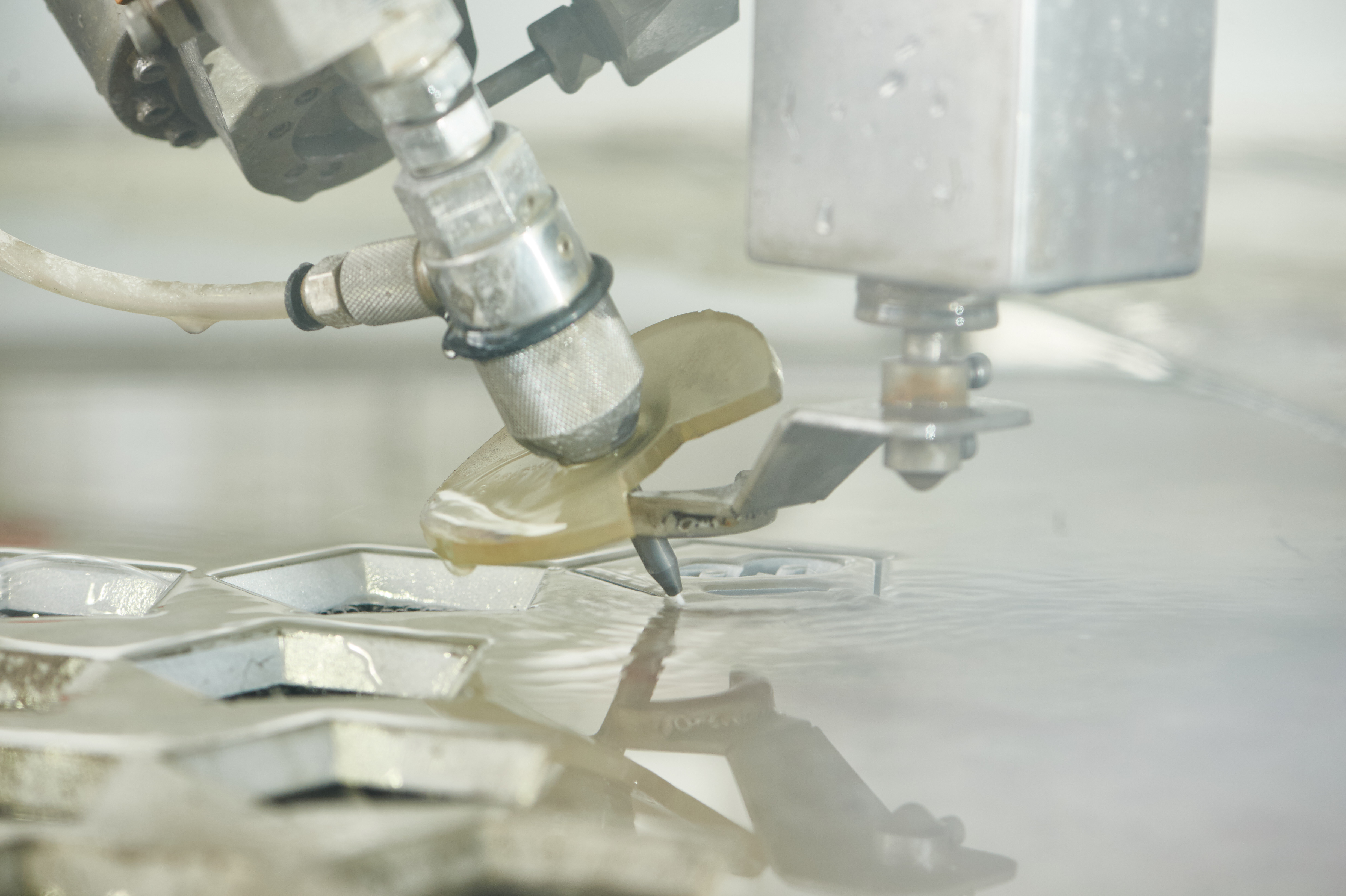
1.4. Режущая голова. комплектующие для станков гидроабразивной резки.

1.2. Насос высокого давления состоит из стальной рамы с установленными в ней электродвигателем, гидропанелью и мультипликатором высокого давления.
1.3. Блок ЧПУ — электрооборудование для координации процесса
1.4. Режущая голова, оснащенная клапаном подачи воды, приводами для регулировки угла наклона, автоматическим дозатором абразива, смесительной камерой. Есть возможность установки системы контроля высоты, лазерного позиционирования и сверлильной головки.
Дополнительные функции, повышающие удобство эксплуатации станка и качество готовых изделий:
2. Очистка воды для удаления крупных частиц, умягчения и обезжелезивания
3. Система подачи абразива — емкость цилиндрической формы с пневмоклапаном для удобного засыпания песка и последующей регулируемой подачи в смесительную камеру.
4. Система удаления шлама — резервуар для осаждения абразиво-водяной смеси. Исключает необходимость чистить ванну рабочего стола.
5. Система контроля высоты — датчик, устанавливаемый на режущую голову, позволяющий избежать ее столкновения с разрезаемым материалом.
6. Система лазерного позиционирования — светодиод, позволяющий установить режущую голову точно над местом предполагаемого начала реза заготовки.
7. Система вентиляционного охлаждения — блок с установленным радиатором и вентилятором.
8. Сверлильная головка — гарантия отсутствия дефектов при старте раскроя листов из вязкого или многослойного материала (композита).

## Функции гидроабразивных станков
Основное предназначение оборудования — качественная резка материалов, формирование сложных контуров и художественных орнаментов.
Современные гидроабразивные станки умеют:
- резать со скоростью до 15 м/мин
- поворачивать режущий инструмент под углом до 90 градусов
- контролировать высоту режущей головы, подающей воду, и скорость ее передвижения
- работать в 4 раза быстрее за счет одновременной установки четырех независимых голов
- компенсировать отставание струи и конусность при резке, добиваясь идеального результата
- одновременно с разрезанием материала формировать фаску
- точно дозировать абразив
- работать с дистанционного управления
- заканчивать операцию при аварийном отключении электроэнергии
- выполнять загруженную программу и быстро переключаться при смене режима
- анализировать стоимость реза

## Достоинства гидроабразивных станков
- эффективная работа с любыми материалами: плотными, хрупкими, вязкими, композитными
- отсутствие в зоне реза высоких температур (максимум — 90ºС), поэтому сохраняется структура материала
- меньше отходы производства благодаря точности раскроя и тонкой линии реза (всего 1 мм)
- кромка готовой детали гладкая, не нуждается в дополнительной обработке
- толщина разрезаемого листа может достигать 150—300 мм
- не образуется пыль и токсичные соединения, вредные для здоровья человека
- для повышения производительности можно резать пакет, состоящий из нескольких тонких листов
- низкое усилие резания позволяет обходиться без зажима обрабатываемого листа
- высокая скорость резки
- быстрая перенастройка оборудования под новую задачу

## Недостатки станков для гидрорезки
- относительно небольшая скорость раскроя тонколистовой стали
- необходимость в периодической замене шлангов, режущей головы и других комплектующих
- высокая цена расходного материала — гранатового песка
- опасность коррозионного процесса при взаимодействии металла с водой